# Aufhauen
Als Aufhauen im Erzbergbau auch Überhauen oder Überbruch genannt, bezeichnet man im Bergbau einen söhlig in der Lagerstätte oder gegen das Einfallen erstellten Grubenbau. Aufhauen werden stets von unten nach oben aufgefahren. Das Gegenteil vom Aufhauen ist das Abhauen. Abhauen werden von oben nach unten aufgefahren.

## Grundlagen
Will man im Bergbau eine Verbindung zwischen zwei, oder auch mehr, Abbaustrecken erstellen, so muss man einen Grubenbau entweder von der unteren zur oberen Abbaustrecke oder umgekehrt erstellen. Der Grubenbau wird dabei entweder gegen die Fallrichtung oder in der Fallrichtung erstellt. Je nachdem in welcher Richtung dieser verbindende Grubenbau aufgefahren wird, bezeichnet man ihn entweder als Aufhauen oder als Abhauen. Aufhauen werden in Betrieben mit Schlagwettergefährdung seltener aufgefahren. Hier wird die Erstellung von Abhauen bevorzugt angewandt. Im Steinkohlenbergbau werden Aufhauen beim Strebbau und beim Schrägbau erstellt. Durch das Aufhauen wird hier die spätere Abbaufront freigelegt. Sobald der Abbaubetrieb angelaufen ist, wird das Aufhauen nicht mehr benötigt, es gehört dann zum Alten Mann. Es gibt aber auch Aufhauen die langfristig genutzt werden. Diese Grubenbaue dienen dann der Fahrung, der Förderung und der Bewetterung.

## Form und Erstellung
Aufhauen haben in der Regel einen etwa rechteckförmigen Querschnitt, sie haben eine Breite von circa fünf Metern. In flacher Lagerung werden sie oftmals auch als sogenannte Breitaufhauen erstellt. Breitaufhauen haben eine Breite von zehn, oder sogar mehr Metern. Die Höhe liegt bei etwa 1,7 Meter. Im Regelfall werden Aufhauen im rechten Winkel zu den Abbaustrecken erstellt. Werden Abhauen im Bereich einer Verwerfung erstellt, so werden sie meistens längs der Verwerfung aufgefahren. Bei stark geneigter oder steiler Lagerung werden sogenannte Schrägaufhauen erstellt. Diese Aufhauen werden schräg gegen das Einfallen der Lagerstätte aufgefahren. Bei der Auffahrung eines Aufhauen kommen dieselben Arbeitsschritte vor wie bei der Auffahrung von Abbaustrecken. Zunächst erfolgt das Hereingewinnen des Minerals und ggf. des Nebengesteins, anschließend wird das Haufwerk weg geladen und abgefördert, zum Schluss wird der Ausbau eingebracht. Das Hereingewinnen erfolgt entweder manuell mittels Abbauhammer oder durch Bohr- und Schießarbeit. Oftmals werden für diese Tätigkeiten auch spezielle Aufhauenmaschinen verwendet. Für die Wegfüllarbeit werden Lademaschinen verwendet, für die Förderung verwendet man Panzerförderer, Schrapper oder Schleifgurtbandförderer. Teilweise wurden auch Schüttelrutschen für die Förderung verwendet. Für den Ausbau werden gerade Stempel und Kappen verwendet. Als Ausbaumaterial wird entweder Holz oder Stahl verwendet. Für den Betrieb werden Aufhauen häufig in zwei Trümer geteilt, die durch einen Holzverschlag voneinander getrennt werden. Bei breiteren Aufhauen können auch drei Trümer erstellt werden. Die Breite der einzelnen Trümer hängt bei flözartigen Lagerstätten von der Mächtigkeit des Flözes ab. Die Bewetterung erfolgt bei der Auffahrung mittels Lutten und blasenden Lüftern.